# Метрополитано Роберто Мелендес
Стадион Метрополита́но Робе́рто Меле́ндес, либо просто Метрополитано (исп. Metropolitano Roberto Meléndez) — национальный футбольный стадион Колумбии, расположенный в городе Барранкилья. На стадионе проходят домашние матчи клуба «Хуниор» и сборной Колумбии. Стадион был построен специально для матчей чемпионата мира по футболу 1986 года, который первоначально должен был пройти в Колумбии, но был перенесён в Мексику. Поскольку это самый вместительный стадион и один из самых новых стадионов в стране, сборная Колумбии начиная с отборочного турнира к чемпионату мира 1990 года проводит большинство своих домашних матчей именно на Метрополитано, а не в столице Боготе, или в других крупных футбольных центрах — Медельине или Кали.

## История
С 1934 года «Хуниор» выступал на стадионе им. Ромелио Мартинеса, который вмещал 10 тысяч зрителей. После профессионализации колумбийского футбола в 1948 году этот стадион был перестроен, но и 20 тысяч было слишком мало, чтобы вместить всех желающих зрителей. Постепенно стадион окончательно морально устарел и в 1975 году появился первый проект строительства новой арены в Барранкилье. В 1979 году губернатор департамента Атлантико Педро Мартин Лейес представил президенту Колумбии Хулио Сесару Турбаю проект стадиона Метрополитано, который должен был стать одной из арен чемпионата мира 1986 года. Строительство началось 7 декабря того же года.
Спустя 6,5 лет, 11 мая 1986 года, стадион был открыт товарищеским матчем между «Хуниором» и сборной Уругвая, которая готовилась под руководством Омара Борраса к чемпионату мира того года, перенесённого в Мексику. Матч завершился победой уругвайцев 2:1, за которых отличились Энцо Франческоли и Хорхе да Сильва. Первый «колумбийский» гол был на счету Хосе «Перильи» Ангуло. В том же матче состоялось и первое удаление футболиста — на 87-й минуте красная карточка была предъявлена уругвайцу Вальтеру Барриосу.
Сразу же Метрополитано был объявлен национальным стадионом Колумбии. С конца 1980-х годов лишь изредка колумбийцы проводят домашние матчи в других городах. Во многом именно благодаря современнейшему стадиону в начале 1990-х годов расцвет переживал «Хуниор», в 1994 году сумевший добраться до полуфинала Кубка Либертадорес.
В 2001 году на Метрополитано прошла церемония открытия Кубка Америки, который впоследствии выиграли хозяева турнира. В 2011 году Метрополитано был одной из арен молодёжного чемпионата мира. К этому турниру стадион был сильно модернизирован, причём на это было потрачено даже больше денег (22,5 млрд песо или 12 млн долларов США), чем на строительство (ок. 9 млрд песо или 4,7 млн долларов, без учёта инфляции). Длительное время стадион вмещал до 58 тысяч зрителей, в 2011 году вместимость была снижена до 46 788 зрителей, а после окончательной инспекции ФИФА в рамках подготовки к молодёжному чемпионату мира была установлена вместимость в 49 612 зрителей.

## Турниры
- Кубок Америки 2001 — все 6 матчей группы A
- Игры Центральной Америки и Карибского бассейна — некоторые матчи в рамках футбольного турнира
- Чемпионат мира среди молодёжных команд 2011 — 5 матчей, включая 1 игру 1/8 финала
- Первая игра финала Южноамериканского кубка 2018